# Akhzivland

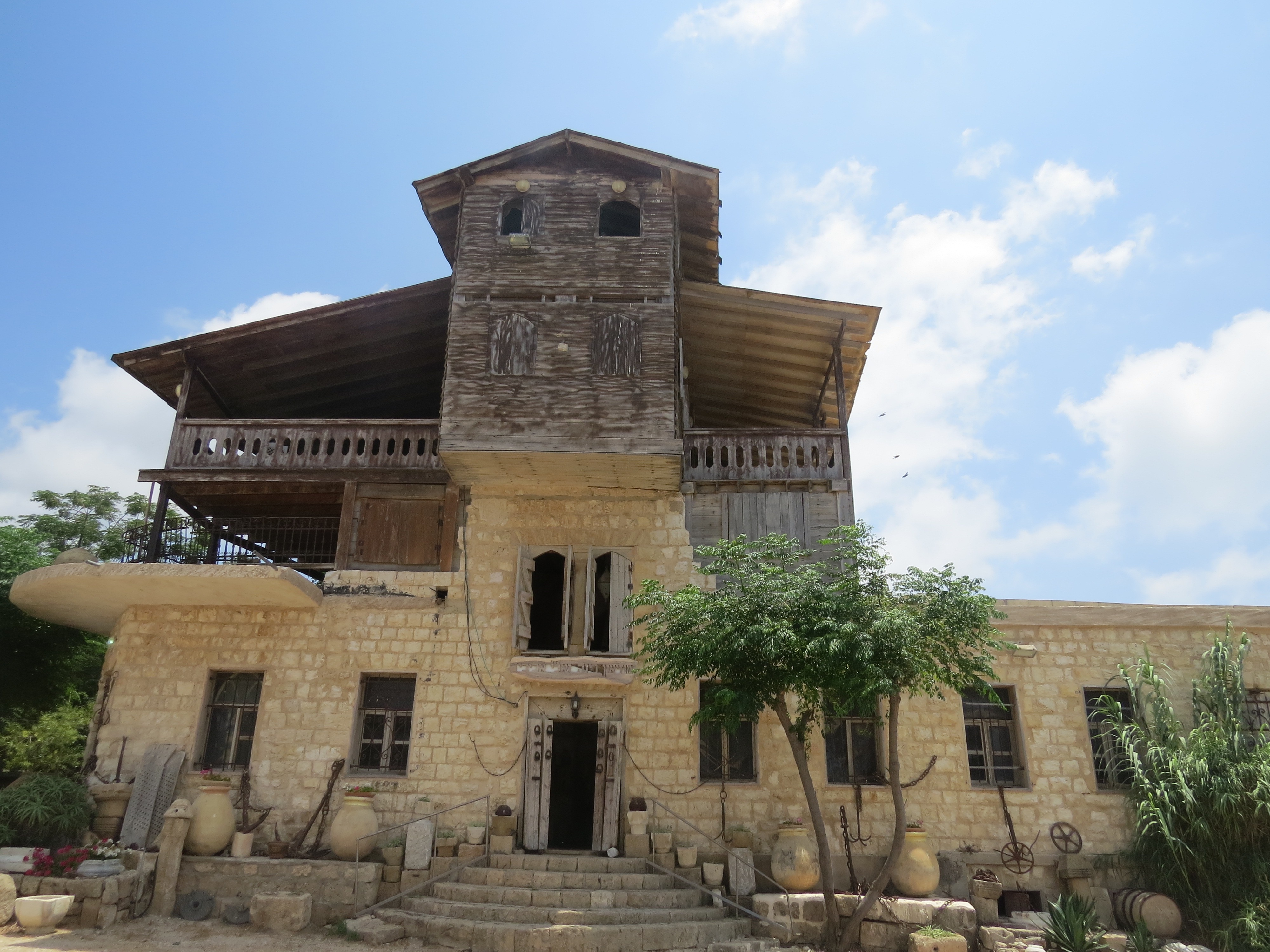
Akhzivlandmuseum in 2015 (waarop de vlag is gebaseerd)

Akhzivland is een micronatie tussen Nahariya in het noorden van Israël en de Libanese grens. De micronatie is gelegen aan de Middellandse Zeekust op de ruïnes van het verlaten Palestijnse vissersdorp Az-Zeeb waarnaast een door Israël aangelegd nationaal park is aangelegd. De micronatie werd opgericht in 1971 door Eli Avivi, die er woont met zijn vrouw Rina. De wettelijke status is onduidelijk.

## Geschiedenis
In de Arabisch-Israëlische Oorlog van 1948 verdreef het Joodse leger de inwoners van Az-Zeeb, die naar Akko of Libanon vluchtten. Nadat Eli Avivi zich er in 1952 had gevestigd, kreeg hij doorlopend  problemen met de Israëlische regering die er alles aan deed om hem daar weg te krijgen omdat ze er een militaire basis wilden vestigen. Hij mocht er blijven op voorwaarde dat hij als undercoveragent voor Shin Bet zou werken. 
In 1963 was de regering van Israël van plan om van Az-Zeeb een Nationaal park te maken en kwam met bulldozers om de ruïnes van het oude stadje met de grond gelijk maken. Eli zag dit als historisch en omgevingsvandalisme en verzette zich ertegen. 
In 1971 bouwde Israël uiteindelijk een muur om zijn geminimaliseerde stukje grond, waarbij ze hem afscheidden van de zee. Eli en Rina verklaarden daarop Achziv onafhankelijk. 
Deze plek aan zee was intussen een vrijplaats geworden voor hippies en bekende personen waaronder Hollywood-sterren. Na 1972 werd er een rockfestival georganiseerd. In het voormalige huis van het Arabische dorpshoofd vestigde Eli een 'Nationaal Museum', en verzamelden er archeologische voorwerpen.
In de nacht van 15 op 16 mei 2018 stierf Eli, op de leeftijd van 88 jaar. De toekomst van Achzivland is daarmee ongewis geworden.  